# Konopka žlutozobá
Konopka žlutozobá (Linaria flavirostris) je malý pták z čeledi pěnkavovitých. 

## Popis
Od příbuzné konopky obecné se liší hustším tmavohnědým proužkováním, béžovým nádechem a neskvrněným hrdlem. V zimním šatu má žlutý zobák. 

## Výskyt

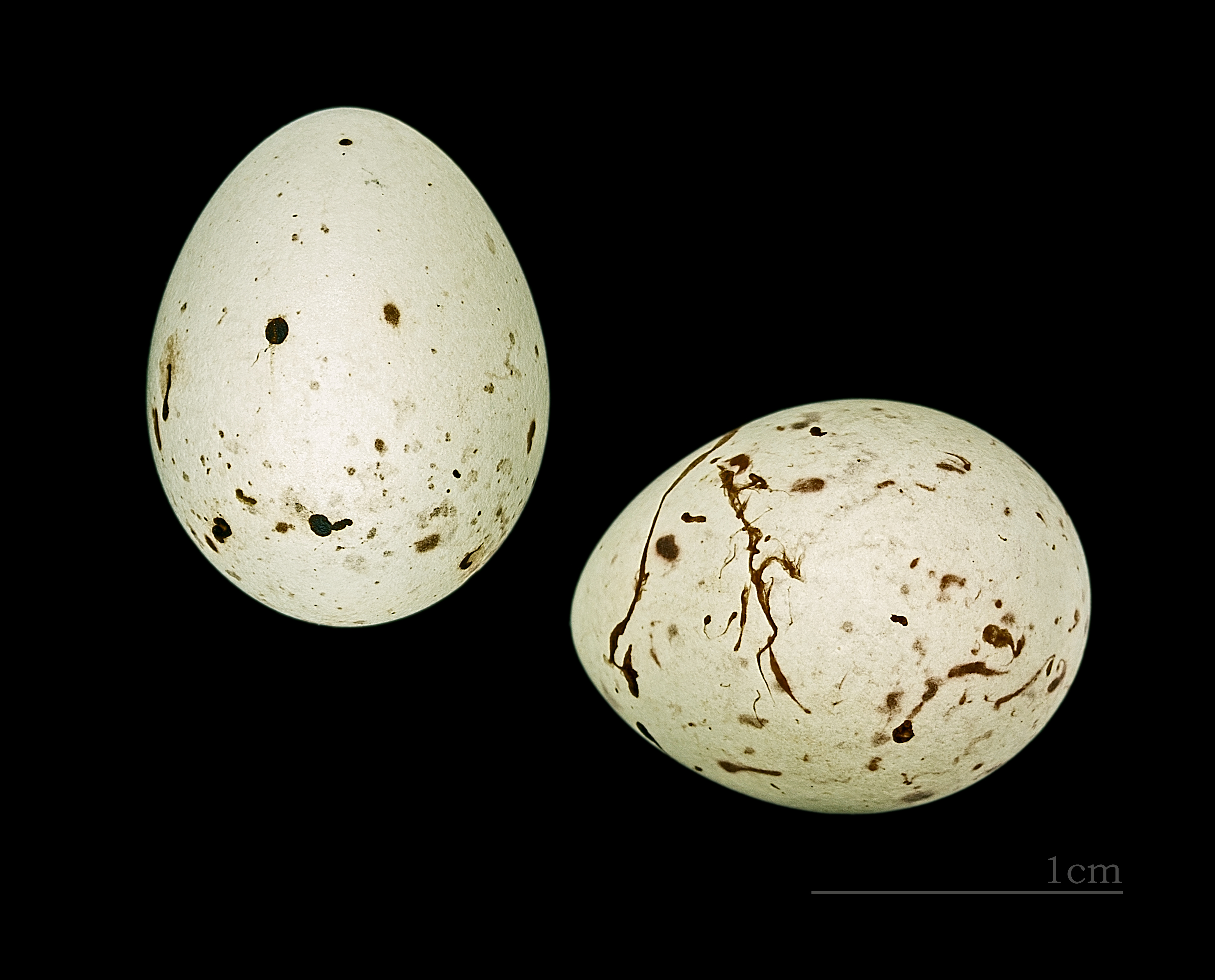
Vejce konopky žlutozobé

Hnízdí na vrchovištích a pobřežních vřesovištích, přes Česko pravidelně protahuje a občas zimuje.